# Forrest Smithson
Forrest Custer Smithson, né le 26 septembre 1884 à Portland et décédé le 24 novembre 1962 dans le Comté de Contra Costa, était un athlète américain qui fut champion olympique du 110 mètres haies en 1908.

## Biographie
Étudiant en théologie à l'Université d'État de l'Oregon, Forrest Smithson s'adjuge en 1907 et 1909 les championnats de l'Amateur Athletic Union sur 120 yards. Il remporte en 1908 la finale du 110 m haies des Jeux olympiques d'été de Londres sur la piste en herbe du White City Stadium. Il réalise le temps de 15 secondes juste, laissant ses concurrents — exclusivement américains — à plus de 5 mètres, et établissant à l'occasion le premier record du monde du 110 m haies homologué par l'IAAF. Après sa victoire, Smithson effectue un parcours supplémentaire, sur les dix haies, en lisant un livre ouvert qu'il tenait à la main. Aux questions des journalistes, il déclare alors : « Je lis aussi quelquefois, quand je ne suis pas sur la piste ». La légende selon laquelle l'athlète américain portait une bible afin de protester contre la décision de courir un dimanche s'avère non vérifiée, aucune épreuve du 110 m haies des Jeux olympiques de 1908 n'a en effet été programmée ce jour-là.

## Palmarès
- Jeux olympiques d'été de 1908 à Londres :
  -  Médaille d'or sur 110 m haies